# Алаботинський сільський округ
Алаботи́нський сільський округ (каз. Алабота ауылдық округі, рос. Алаботинский сельский округ) — адміністративна одиниця у складі Тайиншинського району Північноказахстанської області Казахстану. Адміністративний центр — село Аккудук.
Населення — 900 осіб (2021; 1527 у 2009, 2322 у 1999, 3215 у 1989).
Станом на 1989 рік існували Алаботинська сільська рада (села Аккудук, Аккутек, Золоторунне) та Сугурбайська сільська рада (села Сугурбай, Талдиколь, Цілинне) колишнього Чкаловського району. 2017 року було ліквідовано село Сугурбай.

## Склад
До складу округу входять такі населені пункти:
| Населений пункт   | Старі назви | Населення, осіб (1989) | Населення, осіб (1999) | Населення, осіб (2009) | Населення, осіб (2021) |
| ----------------- | ----------- | ---------------------- | ---------------------- | ---------------------- | ---------------------- |
| Аккудук, село     | -           | 1602                   | 1415                   | 1112                   | 851                    |
| Аккутек, село     | -           | 82                     | -                      | -                      | -                      |
| Золоторунне, село | -           | 365                    | 275                    | 112                    | 16                     |
| Сугурбай, село    | -           | 620                    | 216                    | 65                     | -                      |
| Талдиколь, село   | -           | 246                    | 126                    | 48                     | 7                      |
| Цілинне, село     | -           | 300                    | 290                    | 190                    | 26                     |